# (17926) Jameswu
(17926) Jameswu (1999 GA18) – planetoida z pasa głównego asteroid okrążająca Słońce w ciągu 3,27 lat w średniej odległości 2,2 j.a. Odkryta 15 kwietnia 1999 roku.